# Myrioblephara finitima
Myrioblephara finitima är en fjärilsart som beskrevs av Louis Beethoven Prout 1928. Myrioblephara finitima ingår i släktet Myrioblephara och familjen mätare. Inga underarter finns listade i Catalogue of Life.